# Vierschansentoernooi 2017

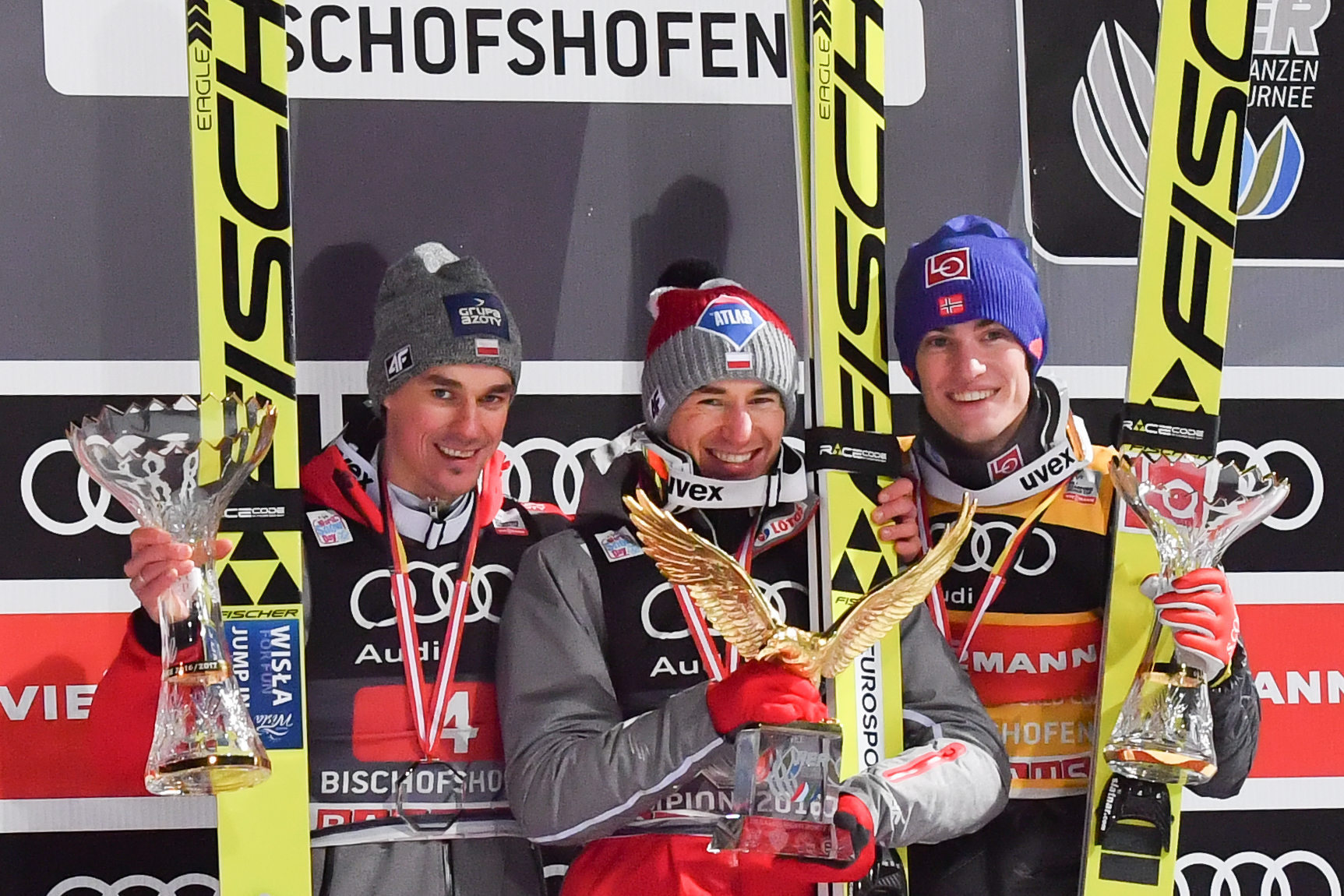

Het Vierschansentoernooi 2017 was de 65e editie van het schansspringtoernooi dat traditioneel rond de jaarwisseling wordt georganiseerd. Het toernooi ging van start op 29 december 2016 met de kwalificatie in Oberstdorf en eindigde op 6 januari 2017 met de afsluitende wedstrijd in Bischofshofen. De schansspringer die over de vier wedstrijden de meeste punten verzamelde, was de winnaar van het Vierschansentoernooi. Alle wedstrijden telden ook mee voor de individuele wereldbeker.
Het toernooi werd gewonnen door de Pool Kamil Stoch, die de afsluitende wedstrijd in Bischofshofen wist te winnen.

## Programma
| Datum      | Tijd  | Plaats                 | Schans                              | Schansrecord | Detail       |
| ---------- | ----- | ---------------------- | ----------------------------------- | ------------ | ------------ |
| 29/12/2016 | 16:45 | Oberstdorf             | Schattenbergschanze (HS 137)        | 143,5 m      | Kwalificatie |
| 30/12/2016 | 16:45 | Oberstdorf             | Schattenbergschanze (HS 137)        | 143,5 m      | Wedstrijd    |
| 31/12/2016 | 14:00 | Garmisch-Partenkirchen | Große Olympiaschanze (HS 140)       | 143,5 m      | Kwalificatie |
| 01/01/2017 | 14:00 | Garmisch-Partenkirchen | Große Olympiaschanze (HS 140)       | 143,5 m      | Wedstrijd    |
| 03/01/2017 | 14:00 | Innsbruck              | Bergisel-Schanze (HS 130)           | 136 m        | Kwalificatie |
| 04/01/2017 | 14:00 | Innsbruck              | Bergisel-Schanze (HS 130)           | 136 m        | Wedstrijd    |
| 05/01/2017 | 16:45 | Bischofshofen          | Paul-Ausserleitner-Schanze (HS 140) | 143 m        | Kwalificatie |
| 06/01/2017 | 16:45 | Bischofshofen          | Paul-Ausserleitner-Schanze (HS 140) | 143 m        | Wedstrijd    |

## Resultaten

### Oberstdorf
| Uitslag | Uitslag             | Uitslag | Uitslag           | Uitslag | Uitslag |
| #       | Naam                | Land    | Sprongen          | Punten  |         |
| ------- | ------------------- | ------- | ----------------- | ------- | ------- |
| 1       | Stefan Kraft        | AUT     | 139,0 m – 134,5 m | 308,0   |         |
| 2       | Kamil Stoch         | POL     | 137,0 m – 135,0 m | 305,2   |         |
| 3       | Michael Hayböck     | AUT     | 135,0 m – 133,0 m | 296,2   |         |
| 4       | Daniel-André Tande  | NOR     | 130,5 m – 138,5 m | 295,4   |         |
| 5       | Manuel Fettner      | AUT     | 132,5 m – 135,0 m | 294,9   |         |
| 6       | Markus Eisenbichler | GER     | 135,0 m – 133,5 m | 293,1   |         |
| 7       | Piotr Żyła          | POL     | 133,0 m – 133,0 m | 291,9   |         |
| 8       | Cene Prevc          | SLO     | 132,5 m – 132,0 m | 284,4   |         |
| 9       | Jurij Tepeš         | SLO     | 133,5 m – 131,0 m | 283,2   |         |
| 10      | Peter Prevc         | SLO     | 130,0 m – 135,0 m | 281,8   |         |

| Klassement | Klassement          | Klassement | Klassement |
| #          | Naam                | Land       | Punten     |
| ---------- | ------------------- | ---------- | ---------- |
| 1          | Stefan Kraft        | AUT        | 308,0      |
| 2          | Kamil Stoch         | POL        | 305,2      |
| 3          | Michael Hayböck     | AUT        | 296,2      |
| 4          | Daniel-André Tande  | NOR        | 295,4      |
| 5          | Manuel Fettner      | AUT        | 294,9      |
| 6          | Markus Eisenbichler | GER        | 293,1      |
| 7          | Piotr Żyła          | POL        | 291,9      |
| 8          | Cene Prevc          | SLO        | 284,4      |
| 9          | Jurij Tepeš         | SLO        | 283,2      |
| 10         | Peter Prevc         | SLO        | 281,8      |

### Garmisch-Partenkirchen
| Uitslag | Uitslag                  | Uitslag | Uitslag           | Uitslag | Uitslag |
| #       | Naam                     | Land    | Sprongen          | Punten  |         |
| ------- | ------------------------ | ------- | ----------------- | ------- | ------- |
| 1       | Daniel-André Tande       | NOR     | 138,0 m – 142,0 m | 289,2   |         |
| 2       | Kamil Stoch              | POL     | 135,5 m – 143,0 m | 286,0   |         |
| 3       | Stefan Kraft             | AUT     | 137,0 m – 140,0 m | 282,4   |         |
| 4       | Markus Eisenbichler      | GER     | 136,5 m – 139,5 m | 278,9   |         |
| 5       | Domen Prevc              | SLO     | 136,0 m – 139,0 m | 278,5   |         |
| 6       | Piotr Żyła               | POL     | 137,0 m – 137,0 m | 278,1   |         |
| 7       | Maciej Kot               | POL     | 135,5 m – 135,0 m | 269,6   |         |
| 8       | Stephan Leyhe            | GER     | 135,5 m – 134,0 m | 268,8   |         |
| 9       | Vincent Descombes Sevoie | FRA     | 133,0 m – 137,0 m | 268,1   |         |
| 10      | Michael Hayböck          | AUT     | 133,0 m – 135,5 m | 265,3   |         |

| Klassement | Klassement          | Klassement | Klassement |
| #          | Naam                | Land       | Punten     |
| ---------- | ------------------- | ---------- | ---------- |
| 1          | Kamil Stoch         | POL        | 591,2      |
| 2          | Stefan Kraft        | AUT        | 590,4      |
| 3          | Daniel-André Tande  | NOR        | 584,6      |
| 4          | Markus Eisenbichler | GER        | 572,0      |
| 5          | Piotr Żyła          | POL        | 570,0      |
| 6          | Michael Hayböck     | AUT        | 561,5      |
| 7          | Manuel Fettner      | AUT        | 554,4      |
| 8          | Maciej Kot          | POL        | 548,5      |
| 9          | Peter Prevc         | SLO        | 545,0      |
| 10         | Stephan Leyhe       | GER        | 538,2      |

### Innsbruck
| Uitslag | Uitslag             | Uitslag | Uitslag | Uitslag | Uitslag |
| #       | Naam                | Land    | Sprong  | Punten  |         |
| ------- | ------------------- | ------- | ------- | ------- | ------- |
| 1       | Daniel-André Tande  | NOR     | 128,5 m | 125,7   |         |
| 2       | Robert Johansson    | NOR     | 133,0 m | 123,1   |         |
| 3       | Jevgeni Klimov      | RUS     | 127,0 m | 119,1   |         |
| 4       | Kamil Stoch         | POL     | 120,5 m | 117,4   |         |
| 5       | Andreas Stjernen    | NOR     | 122,5 m | 117,1   |         |
| 6       | Maciej Kot          | POL     | 121,0 m | 117,0   |         |
| 7       | Manuel Fettner      | AUT     | 120,0 m | 116,7   |         |
| 7       | Piotr Żyła          | POL     | 121,0 m | 116,7   |         |
| 9       | Sebastian Colloredo | ITA     | 122,5 m | 114,4   |         |
| 10      | Noriaki Kasai       | JPN     | 125,5 m | 114,3   |         |

| Klassement | Klassement          | Klassement | Klassement |
| #          | Naam                | Land       | Punten     |
| ---------- | ------------------- | ---------- | ---------- |
| 1          | Daniel-André Tande  | NOR        | 710,3      |
| 2          | Kamil Stoch         | POL        | 708,6      |
| 3          | Stefan Kraft        | AUT        | 693,7      |
| 4          | Piotr Żyła          | POL        | 686,7      |
| 5          | Manuel Fettner      | AUT        | 671,1      |
| 6          | Markus Eisenbichler | GER        | 669,0      |
| 7          | Maciej Kot          | POL        | 665,6      |
| 8          | Stephan Leyhe       | GER        | 651,2      |
| 9          | Peter Prevc         | SLO        | 648,0      |
| 10         | Jevgeni Klimov      | RUS        | 647,7      |

### Bischofshofen
| Uitslag | Uitslag          | Uitslag | Uitslag           | Uitslag | Uitslag |
| #       | Naam             | Land    | Sprongen          | Punten  |         |
| ------- | ---------------- | ------- | ----------------- | ------- | ------- |
| 1       | Kamil Stoch      | POL     | 134,5 m – 138,5 m | 289,2   |         |
| 2       | Michael Hayböck  | AUT     | 130,5 m – 142,0 m | 283,3   |         |
| 3       | Piotr Żyła       | POL     | 131,0 m – 137,0 m | 275,8   |         |
| 4       | Domen Prevc      | SLO     | 130,5 m – 139,5 m | 275,2   |         |
| 5       | Maciej Kot       | POL     | 130,5 m – 135,0 m | 268,8   |         |
| 6       | Richard Freitag  | GER     | 130,5 m – 134,0 m | 267,4   |         |
| 7       | Jurij Tepeš      | SLO     | 141,0 m – 124,5 m | 261,6   |         |
| 8       | Stephan Leyhe    | GER     | 126,5 m – 132,0 m | 259,9   |         |
| 9       | Karl Geiger      | GER     | 127,0 m – 132,0 m | 259,0   |         |
| 10      | Andreas Stjernen | NOR     | 130,5 m – 129,0 m | 258,7   |         |

| Klassement | Klassement          | Klassement | Klassement |
| #          | Naam                | Land       | Punten     |
| ---------- | ------------------- | ---------- | ---------- |
| 1          | Kamil Stoch         | POL        | 997,8      |
| 2          | Piotr Żyła          | POL        | 962,5      |
| 3          | Daniel-André Tande  | NOR        | 941,8      |
| 4          | Maciej Kot          | POL        | 934,3      |
| 5          | Manuel Fettner      | AUT        | 926,8      |
| 6          | Stefan Kraft        | AUT        | 926,5      |
| 7          | Markus Eisenbichler | GER        | 924,4      |
| 8          | Stephan Leyhe       | GER        | 911,1      |
| 9          | Domen Prevc         | SLO        | 908,8      |
| 10         | Andreas Stjernen    | NOR        | 900,3      |